# De Negri

De Negri was een Nederlands adellijk geslacht van emigranten, afkomstig uit Italië. Een lid van de familie kwam als legerkapitein naar deze streken waar hij huwde met een dochter uit de familie Randenraedt en waarna hij zich in Spaubeek vestigde.
Het geslacht in Europa sterk verspreid. De Nederlandse tak van het geslacht is in 1934 uitgestorven.

## Leden van de familie
- Giovanni Antonio Negri
- Baron Thomas de Negri
- Baron Carl Anseld de Negri (+1730), huwde in 1694 met Anna Barbara van Vos (1670-1715), erfdochter van het riddermatig huis Op Genhoes, waardoor de goederen van de Brunssumse tak van het adellijke geslacht de Vos in het bezit komen van het geslacht de Negri.

## Titels
Leden van het geslacht de Negri werden onder meer:
- Op 28 oktober 1563 werd Giovanni Antonio Negri uit Genua door keizer Maximiliaan II te Bratislava erkend als behorende tot de adel
- Op 6 maart 1628 nam keizer Ferdinand II de familie de Negri met de titel freiherr op in de rijksadel
- 1672: heer van de heerlijkheid Hendrik-Kapelle in het hertogdom Limburg
- Op 24 maart 1724 werd in de Oostenrijkse Nederlanden de adeldom van het geslacht bevestigd
- In 1783 toegelaten als lid van l’Etat Noble du duché de Limbourg
- hoogdrossaard van Valkenburg
- Meerdere leden uit het geslacht was burgemeester van Brunssum
  - Bij Koninklijk Besluit[1] wordt Fredericus Ferdinandus Henricus Josephus de Negri de Bruntsen (1768-1833), burgemeester van Brunssum, opgenomen in de adel van het Verenigd Koninkrijk der Nederlanden met de titel baron
    - Ook is hij lid van de notabelenvergadering van 1815 voor het arrondissement Roermond
    - Van 1816 tot 1821 is hij lid van de Provinciale Staten van Limburg voor de Ridderschap
    - Ook is hij van 1816 tot 1833 lid van de Ridderschap van Limburg

  - Bij Koninklijk Besluit[2] wordt Karl Theodor Anton August baron de Negri (1801-1850), burgemeester van Brunssum, benoemd in de Ridderschap van het hertogdom Limburg
    - Ook is hij van 1842 tot 1850 lid van de Staten van het hertogdom Limburg voor de Ridderschap

## Bezittingen
De familie bezat onder andere de volgende kastelen en adellijke huizen:
- Brunssum, kasteel Op Genhoes (1696-1925), alwaar het geslacht tot 1872 onafgebroken woonachtig bleef
- Spaubeek, Huis Ten Dijcken (1690-1801)

## Trivia
- Brunssum kent een De Negristraat
- Naast het Sint-Clemenskerk te Brunssum ligt het monumentale praalgraf van baron de Negri

## Galerij

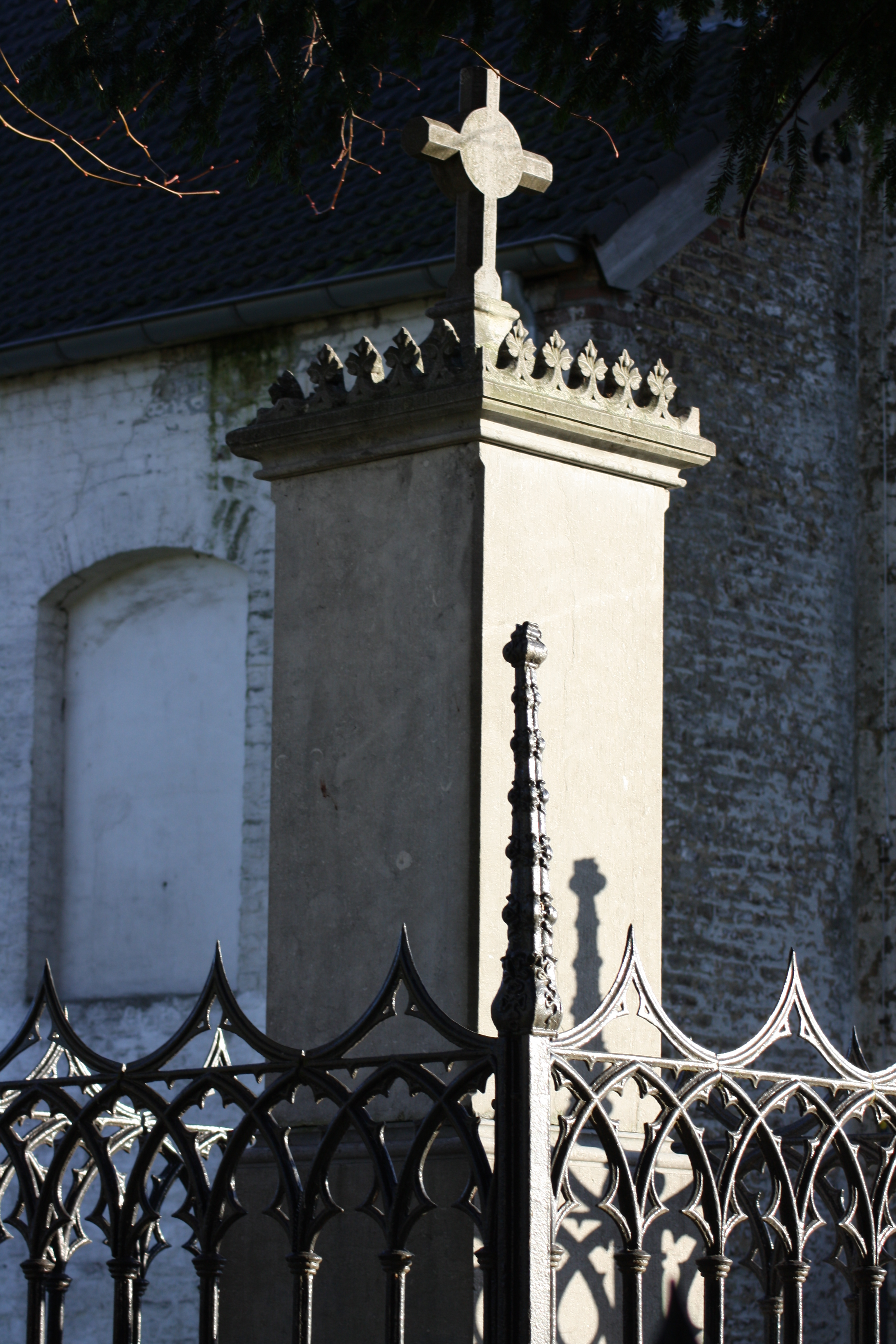
Praalgraf echtpaar de Negri